# Museum van reproducties van beeldhouwkunst
Het Museum van reproducties van beeldhouwkunst (ook genaamd het Gipsmuseum of het Museum voor gipsafgietsels) was van 1920 tot 1960 een museum in Den Haag dat zich richtte op gipsafgietsels.
Het museum was onderdeel van de Koninklijke Academie van Beeldende Kunsten ten behoeve van het tekenonderwijs. Het museum werd op 30 oktober 1920 officieel geopend op initiatief van Constant Willem Lunsingh Scheurleer, voorzitter van de KABK. Het museum toonde de aanwezige gipscollectie van de academie op museale wijze. De collectie bestond bij de opening van het museum uit 6.000 gipsen beelden, en in 1955 waren dat er 10.000. Het museum had vijf medewerkers in dienst en beschikte over zeven zalen die twee derde van de begane grond van het in 1937 opgeleverde nieuwe academiegebouw innamen. De zalen waren gerangschikt naar tijdsperiode, waaronder de klassieken en de middeleeuwen.
In 1960 werd de collectie opgeheven vanwege ruimtegebrek en veranderde inzichten over het kunstvak- en tekenonderwijs.

## Collectie
De collectie gipsen beelden van de academie werd vanaf 1918 uitgebreid door een schenking van een grote collectie afgietsels van beelden uit de klassieke oudheid en de renaissance door Scheurleer, door de aankoop van de gipscollectie van het Museum van kunstnijverheid in Haarlem, het Kunstnijverheidsmuseum in Düsseldorf en de collectie Gerber uit Keulen. Na de oorlog werd de collectie in 1950 verder uitgebreid met gipsafgietsels van het Rijksmuseum Amsterdam en in 1957 met gipsbeelden van het Aartsbisschoppelijk Museum in Utrecht.
De collectie is na de opheffing verspreid geraakt en deels ook verloren gegaan. Een aantal beelden is opgenomen in de collectie van het Allard Pierson Museum. De academie heeft nog een aantal (gerestaureerde) gipsen beelden bewaard en vast opgesteld in een ruimte, de Gispenzaal.

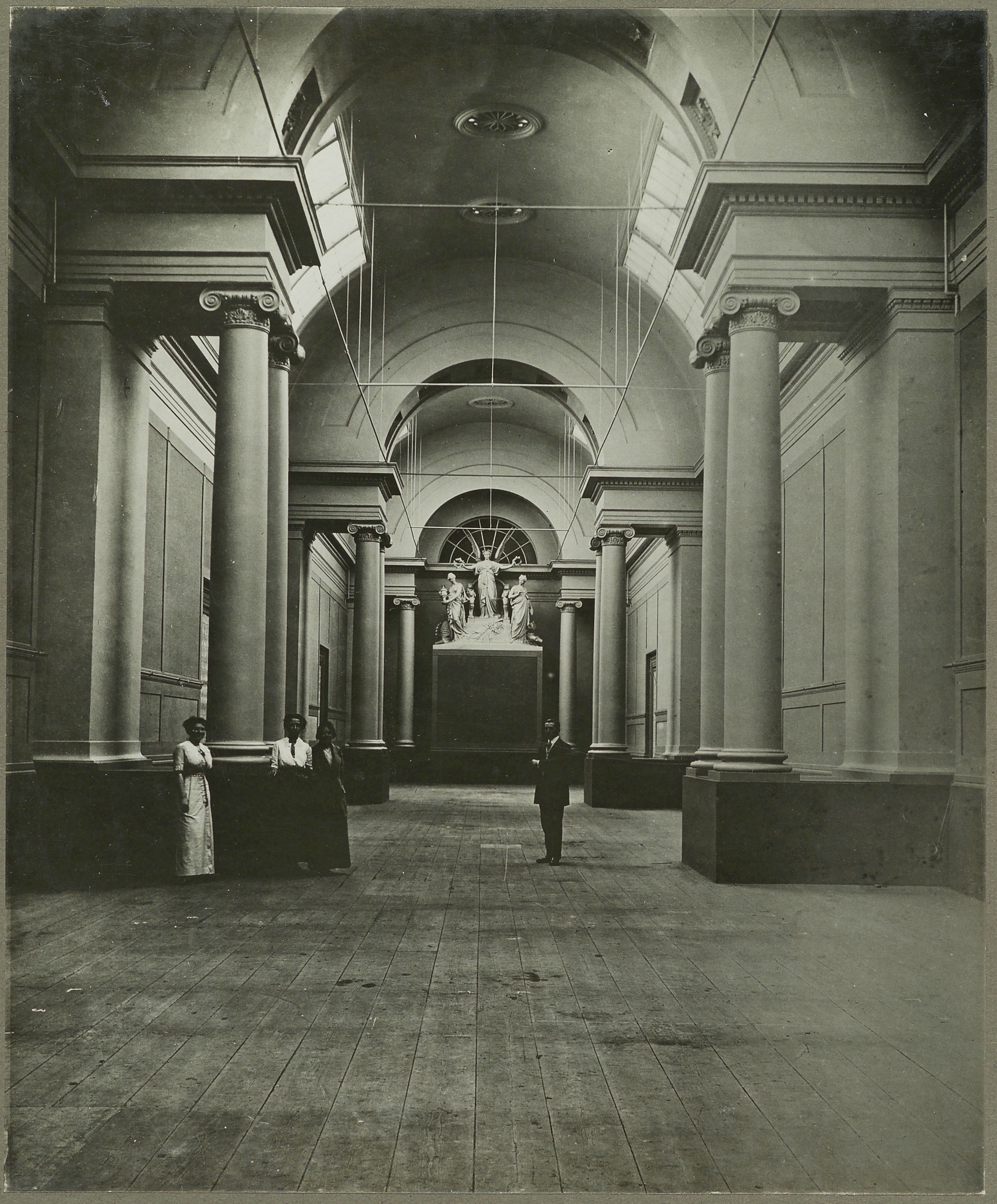
Interieur van het neoclassicistische gebouw van Zeger Reijers aan de Prinsessegracht
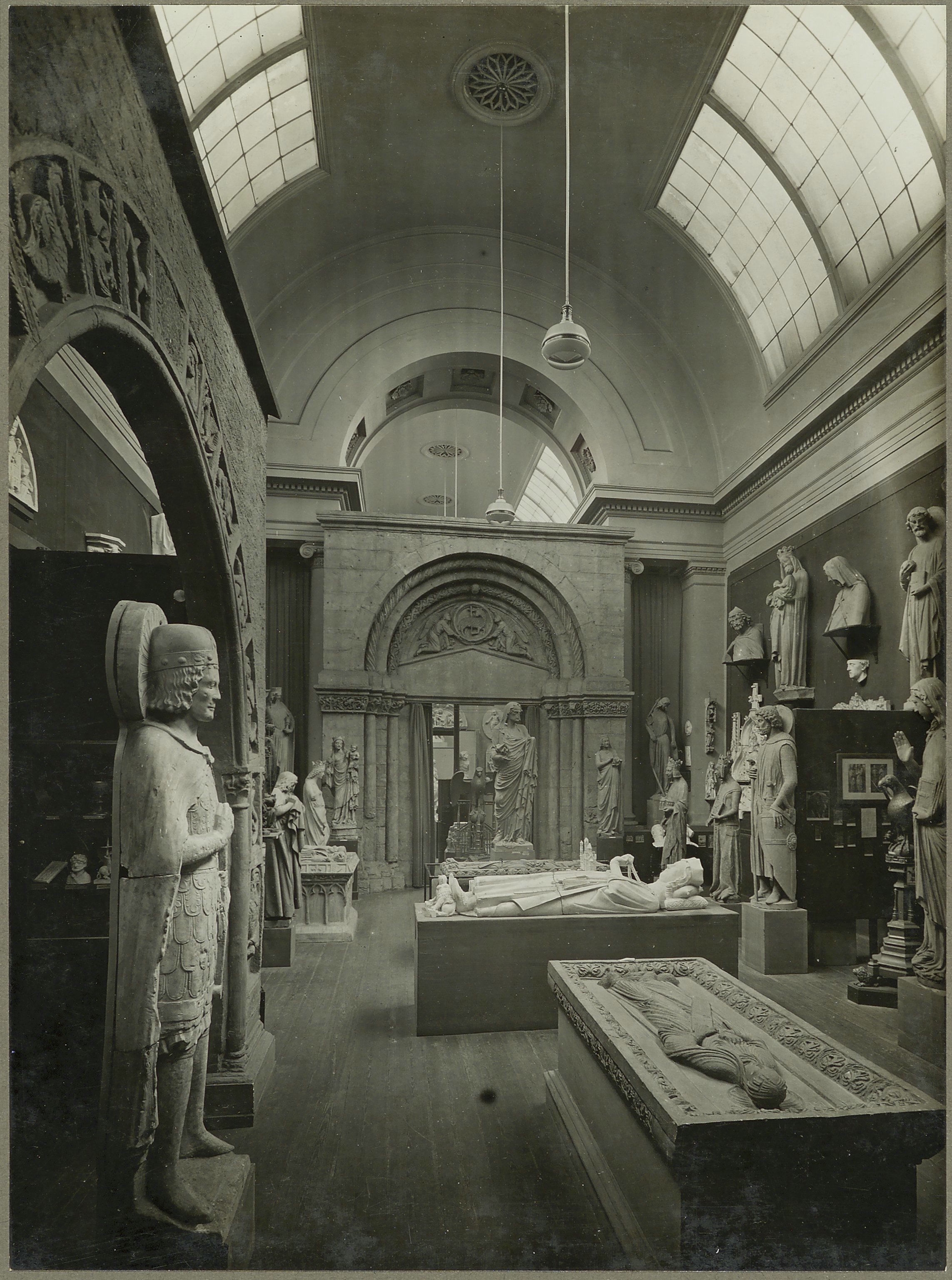
Zaal in het oude KABK-gebouw
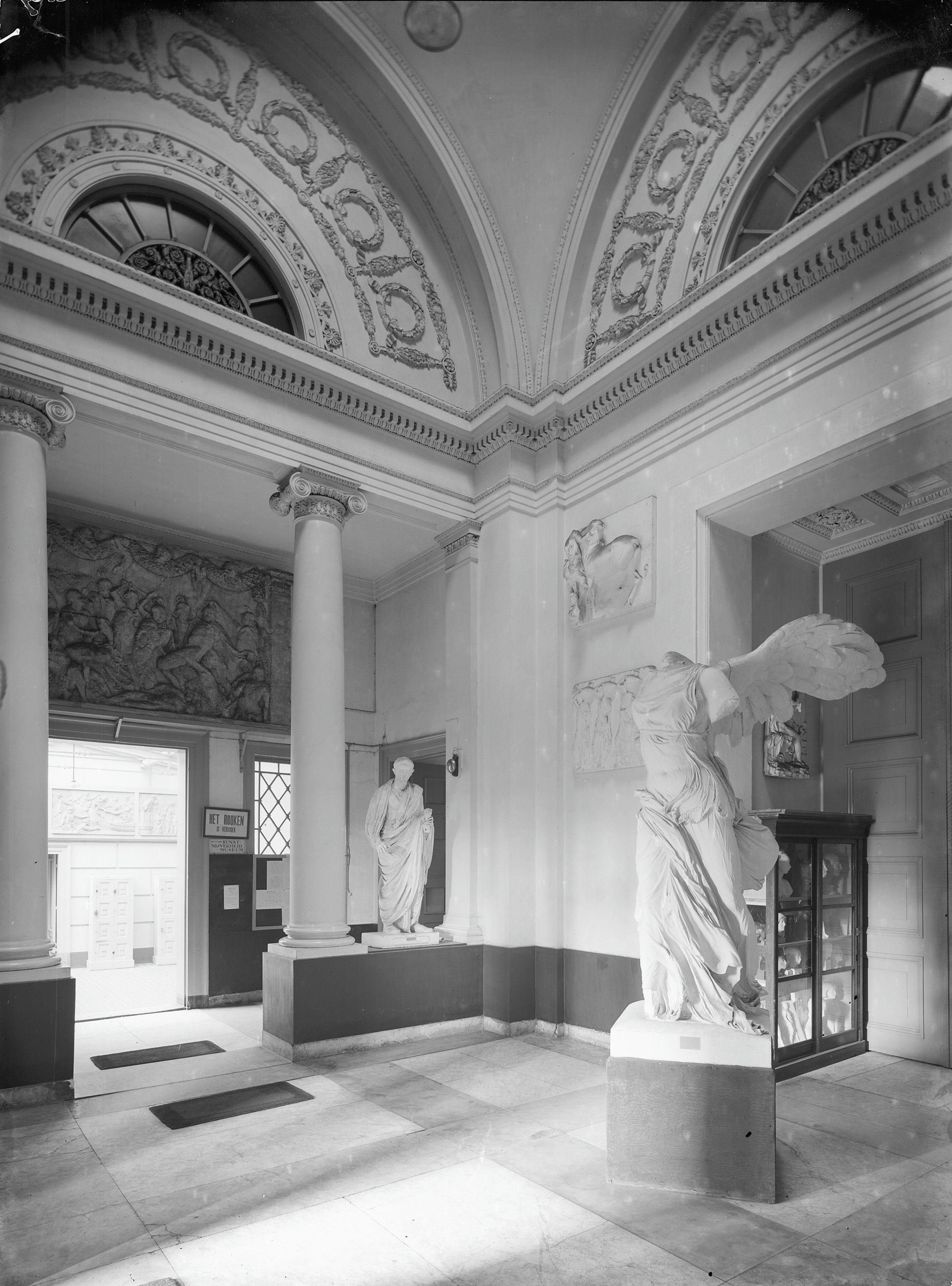
Vestibule van het oude KABK-gebouw